# Odo (aranya)
|  | Per a altres significats, vegeu «Odo». |

Odo és un gènere d'aranyes araneomorfes de la família dels xenoctènids (Xenoctenidae). Fou descrit per primera vegada per Eugen von Keyserling el 1887.
Les espècies d'aquest gènere es troben a Amèrica del Sud, a Amèrica Central i a les Antilles. Una espècie, Odo australiensis, viu a Austràlia; probablement, no pertany a aquest gènere però no s'ha acabat de confirmar.

## Taxonomia
Segons el World Spider Catalog amb data de 23 de gener de 2019 hi ha les següents espècies:
- - Odo abudi Alayón, 2002 – Hispaniola
  - Odo agilis Simon, 1897 – St. Thomas
  - Odo ariguanabo Alayón, 1995 – Cuba
  - Odo australiensis Hickman, 1944 – Austràlia Central
  - Odo blumenauensis Mello-Leitão, 1927 – Brasil
  - Odo bruchi (Mello-Leitão, 1938) – Argentina
  - Odo cubanus (Franganillo, 1946) – Cuba
  - Odo desenderi Baert, 2009 – Equador (Illes Galápagos)
  - Odo drescoi (Caporiacco, 1955) – Veneçuela
  - Odo galapagoensis Banks, 1902 – Equador (Illes Galápagos)
  - Odo gigliolii Caporiacco, 1947 – Guyana
  - Odo incertus Caporiacco, 1955 – Veneçuela
  - Odo insularis Banks, 1902 – Equador (Illes Galápagos)
  - Odo keyserlingi Kraus, 1955 – El Salvador
  - Odo lenis Keyserling, 1887 (espècie tipus) – Nicaragua
  - Odo limitatus Gertsch & Davis, 1940 – Mèxic
  - Odo lycosoides (Chamberlin, 1916) – Perú
  - Odo maelfaiti Baert, 2009 – Equador (Illes Galápagos)
  - Odo obscurus Mello-Leitão, 1936 – Brasil
  - Odo patricius Simon, 1900 – Perú, Xile
  - Odo pulcher Keyserling, 1891 – Brasil
  - Odo roseus (Mello-Leitão, 1941) – Argentina
  - Odo sericeus (Mello-Leitão, 1944) – Argentina
  - Odo serrimanus Mello-Leitão, 1936 – Brasil
  - Odo similis Keyserling, 1891 – Brasil
  - Odo tulum Alayón, 2003 – Mèxic
  - Odo vittatus (Mello-Leitão, 1936) – Brasil